# Dihidroorotat dehidrogenaza (fumarat)
Dihidroorotat dehidrogenaza (fumarat) (EC 1.3.98.1, DHOdehaza (nespecifična), dihidroorotat dehidrogenaza (nespecifična), dihidoorotna kiselina dehidrogenaza (nespecifična), DHOD (nespecifična), DHODaza (nespecifična), dihidroorotatna oksidaza, pyr4 (gen)) je enzim sa sistematskim imenom (S)-dihidroorotat:fumarat oksidoreduktaza. Ovaj enzim katalizuje sledeću hemijsku reakciju
()-dihidroorotat + fumarat {\displaystyle \rightleftharpoons } orotat + sukcinat
Ovaj enzim vezuje FMN. Reakcija, koja se odvija u citozolu, je jedina redoks reakcija u de novo biosinteza pirimidinskih nukleotida.

## Literatura
- Nicholas C. Price; Lewis Stevens (1999). Fundamentals of Enzymology: The Cell and Molecular Biology of Catalytic Proteins (Third изд.). USA: Oxford University Press. ISBN 019850229X.
- Eric J. Toone (2006). Advances in Enzymology and Related Areas of Molecular Biology, Protein Evolution (Volume 75 изд.). Wiley-Interscience. ISBN 0471205036.
- Branden C; Tooze J. Introduction to Protein Structure. New York, NY: Garland Publishing. ISBN 0-8153-2305-0.
- Irwin H. Segel. Enzyme Kinetics: Behavior and Analysis of Rapid Equilibrium and Steady-State Enzyme Systems (Book 44 изд.). Wiley Classics Library. ISBN 0471303097.
- William P. Jencks (1987). Catalysis in Chemistry and Enzymology. Dover Publications. ISBN 0486654605.

## Spoljašnje veze
- Dihydroorotate+dehydrogenase+(fumarate) на 